# 箜篌引
《箜篌引》，又名《公無渡河》，是古代朝鮮半島的一首古曲，最早記載在东汉蔡邕的《琴操·九引》中，西晋崔豹的《古今注·音乐》也有記述。

## 記載
|                   | 《箜篌引》者，朝鮮津卒霍里子高妻麗玉所作也。子高晨起刺船，有一白首狂夫，被發提壺，亂流而渡，其妻隨而止之，不及，遂墮河而死。於是援箜篌而歌曰： 「公無渡河，公竟渡河，墮河而死，將奈公何！」 聲甚悽愴，曲終亦投河而死。子高還，以語麗玉。麗玉傷之，乃引箜篌而寫其聲，聞者莫不墮淚飲泣。麗玉以其曲傳鄰女麗容，名曰《箜篌引》。 |
| ——《古今注·音乐》 | |

## 研究
朝鮮王朝時期的文人李德懋、柳得恭和丁若镛都認為詩中所寫之渡口為平壤的大同江渡口。

## 地位
《箜篌引》是朝鲜文学史现存最早的古代歌谣之一。:68-70:20:14